# Discestra crotchii
Discestra crotchii là một loài bướm đêm trong họ Noctuidae.